# Mimeresia semirufa
Mimeresia semirufa är en fjärilsart som beskrevs av Smith och Kirby 1889. Mimeresia semirufa ingår i släktet Mimeresia och familjen juvelvingar. Inga underarter finns listade i Catalogue of Life.